# Melissa Auf der Maur
Melissa Gaboriau Auf der Maur, född 17 mars 1972 i Montréal, Québec, är en kanadensisk rockmusiker, låtskrivare, fotograf och skådespelerska. Auf der Maur bildade 1993 bandet Tinker och blev senare rekryterad som basist i Hole 1994. Efter avhoppet från Hole spelade hon en kort tid med The Smashing Pumpkins 1999–2000 innan hon påbörjade en solokarriär. Hon har gett ut två studioalbum; Auf der Maur (2004) och Out of Our Minds (2010).

## Biografi

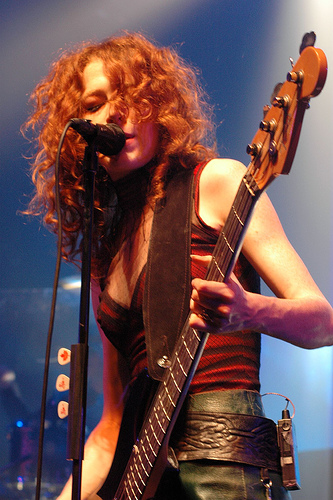
Melissa Auf der Maur på scen 2005

### Bakgrund
Auf der Maur föddes i Montréal, Québec och är dotter till journalisten och politikern Nick Auf der Maur och litterära översättaren Linda Gaboriau. Eftersom Nick Auf der Maur var kanadensare och Linda Gaboriau föddes i Boston innehar hon dubbelt kanadensisk-amerikanskt medborgarskap. Efternamnet Auf der Maur kommer från faderns schweizisk-tyska släkt och kan översättas till "på väggen". Namnet är "så gott som utdött" i Europa och hon har sagt att hennes farmor, Theresia Schaelin-Auf der Maur, "alltid tryckte ner mitt arv i halsen på mig för att påminna mig om att jag är den sista i Nordamerika att bära namnet vidare".
Auf der Maur träffade inte sin far förrän hon var tre år gammal. Gaboriau ringde Nick Auf der Maur när dottern började fråga om sin fars identitet. Om mötet har Auf der Maur berättat att "[min far] insåg att min mor Linda var hans livs kärlek för att hon erbjöd det här barnet som gåva utan några krav. Han blev jättekär i henne [och] förföljde henne i två år". Auf der Maur och Gaboriau gifte sig 1978 när Melissa var sex år gammal men separerade redan året därpå, varefter Auf der Maur åkte på en jorden runt-resa tillsammans med sin mor. Delar av Auf der Maurs uppväxt tillbringades i "en cirkusvagn i Wales, en röd postbil i Marocko och en hydda i Kenya" med sin mor. Under tiden i Kenya ådrog hon sig tre malariaanfall och återvände till Montréal.
I Montréal gick Auf der Maur på Fine Arts Core Education (FACE) och Moving in New Directions high school (MIND), som båda är skolor inom alternativ pedagogik. Vid FACE var hon med i en klassisk kör, och vid MIND var hon "del av den lilla engelska eliten", där hon lärde känna Leonard Cohens dotter Lorca och Rufus Wainwright. Under skoltiden blev hon intresserad av fotografi och började senare studera vid Concordia University  med inriktning på fotografi. Vid sidan av studierna arbetade hon deltid som disc jockey på rockklubben Bifteck, där hon träffade musiker som Steve Durand.

### Musikkarriär
I november 1993 var Auf der Maur med och bildade rockgruppen Tinker, där hon sjöng och spelade bas. Övriga medlemmar var gitarristen Steve Durand och trummisen Jordon Zadorozny. 1994 tog hon över rollen som basist i gruppen Hole efter Kristen Pfaffs bortgång. Efter fem intensiva år med Hole gick hon med i The Smashing Pumpkins, där hon var basist under bandets avskedsturné 2000. Hon fortsatte därefter som sångare i det kortlivade Black Sabbath-tributbandet Hand of Doom. 2004 kom hennes solodebut med albumet Auf der Maur. Från och med 2007 var hon aktiv med inspelningen av sitt andra soloalbum Out of Our Minds, som släpptes den 30 mars 2010.

### Fotografi
Auf der Maur är även en publicerad fotograf. Hon studerade fotografi med inriktningen självporträtt vid Concordia University 1994 innan hon rekryterades till Hole.

## Utrustning
Auf der Maur är en hängiven användare av Fender-basar (modellen Fender Precision Bass) och Ampeg-förstärkare. Hon föredrar att inte använda effektpedaler ihop med sin bas då hon anser att det filtrerar bort de låga frekvenserna. Endast på studioinspelningar använder hon ibland en flanger/chorus-pedal och distorsion-pedal (SansAmp) av fabrikatet Tech 21. Hon har även bidragit med kompgitarr på sina två soloalbum (på Out of Our Minds spelar hon merparten av alla kompgitarrer) och äger en Gibson SG.

## Privatliv
Auf der Maur är gift med filmskaparen Tony Stone. De har en dotter, River, född i oktober 2011. Paret äger Basilica Hudson, en konst- och konsertlokal i Hudson, New York där de bor.

## Diskografi

### Med Hole
- 1998: Celebrity Skin

### Med The Smashing Pumpkins
- 2000: Judas Ø (bas på "Rock On")

### Solo

#### Studioalbum
| År                                                 | Albumdetaljer | Högsta listplaceringar | Högsta listplaceringar | Högsta listplaceringar | Högsta listplaceringar | Högsta listplaceringar | Högsta listplaceringar | Högsta listplaceringar | Högsta listplaceringar | Högsta listplaceringar | Högsta listplaceringar | Högsta listplaceringar | Sålda ex.                         |
| År                                                 | Albumdetaljer | ÖST                    | BEL                    | FRA                    | TYS                    | GRE                    | NED                    | SVE                    | SCH                    | UK                     | US Main                | US Heat                | Sålda ex.                         |
| -------------------------------------------------- | --- | ---------------------- | ---------------------- | ---------------------- | ---------------------- | ---------------------- | ---------------------- | ---------------------- | ---------------------- | ---------------------- | ---------------------- | ---------------------- | --------------------------------- |
| 2004                                               | Auf der Maur - Släppt: 1 februari 2004 - Skivbolag: Capitol - Format: CD, digital nedladdning                                  | 50                     | 38                     | 47                     | 32                     | —                      | 54                     | 59                     | 54                     | 31                     | 187                    | 8                      | - USA: ~35 000 - Globalt: 200 000 |
| 2010                                               | Out of Our Minds - Släppt: 30 mars 2010 - Skivbolag: PHI-MAdM Music, Inc.,[I] Roadrunner - Format: CD, LP, digital nedladdning | —                      | —                      | 178                    | —                      | 36                     | —                      | —                      | 52                     | 148                    | —                      | —                      | - Globalt: 1099[II]               |
| "—" betecknar en utgivning som inte listnoterades. | |                        |                        |                        |                        |                        |                        |                        |                        |                        |                        |                        |                                   |

- I ^  PHI-MAdM Music, Inc. är Auf der Maurs egen skivetikett, ett dotterbolag till PHI, med säte i Montréal, Kanada.
- II ^  Försäljningssiffror baserade på onlineförsäljning från Auf der Maurs webbplats perioden mars–juni 2010.

#### EP-skivor
| År   | Albumdetaljer |
| ---- | --- |
| 2008 | ...This Would Be Paradise - Släppt: 11 november 2008 - Skivbolag: Urbinated Music - Format: 7", digital nedladdning |
| 2009 | OOOM - Släppt: 7 december 2009 - Skivbolag: PHI-MAdM Music, Inc. - Format: CD, 7", digital nedladdning              |

#### Singlar
| År                                                 | Titel                      | Listor | Listor | Album            |
| År                                                 | Titel                      | US Mod | UK     | Album            |
| -------------------------------------------------- | -------------------------- | ------ | ------ | ---------------- |
| 2004                                               | "Followed the Waves"       | 32     | 35     | Auf der Maur     |
| 2004                                               | "Real a Lie"               | —      | 33     | Auf der Maur     |
| 2004                                               | "Taste You"                | —      | 51     | Auf der Maur     |
| 2009                                               | "Out of Our Minds"         | —      | —      | Out of Our Minds |
| 2010                                               | "Meet Me on the Dark Side" | —      | —      | Out of Our Minds |
| "—" betecknar en utgivning som inte listnoterades. |                            |        |        |                  |

#### Gästmedverkan
| År   | Artist                   | Bidrag                                                                           |
| ---- | ------------------------ | -------------------------------------------------------------------------------- |
| 1997 | Ric Ocasek               | Bas på albumet Troublizing (utom "People We Know")                               |
| 2001 | Rufus Wainwright         | Bas och bakgrundssång på "Evil Angel" från albumet Poses                         |
| 2002 | Indochine                | Bas och sång på "Le Grand Secret" från albumet Paradize                          |
| 2007 | Fountains of Wayne       | Bakgrundssång på "Someone to Love" från albumet Traffic and Weather              |
| 2007 | Neverending White Lights | Sång på "The World Is Darker" från albumet Act 2: The Blood and the Life Eternal |

## Filmografi
- 1998 – How to Make the Cruelest Month - Seven
- 2003 – Beyond Borders - Charity Ball Band Bass Player
- 2009 – Out of Our Minds (kortfilm av Tony Stone)
- 2011 – Collaborator - Alice Longfellow
- 2013 – Cavity Central (kortfilm av Spookey Ruben) - Dentist assistant